# Tigrioides pericapna
Tigrioides pericapna là một loài bướm đêm thuộc phân họ Arctiinae, họ Erebidae.